# Augustów (gemeente)
De gemeente Augustów is een landgemeente in het Poolse woiwodschap Podlachië, in powiat Augustowski. De zetel van de gemeente is in Augustów. Op 30 juni 2004 telde de gemeente 6697 inwoners.

## Oppervlakte gegevens
In 2002 bedroeg de totale oppervlakte van gemeente Augustów 266,52 km², waarvan:
- agrarisch gebied: 59%
- bossen: 31%

De gemeente beslaat 16,07% van de totale oppervlakte van de powiat.

## Demografie
Stand op 30 juni 2004:
| Omschrijving                   | Totaal | Totaal | Vrouwen | Vrouwen | Mannen | Mannen |
| ------------------------------ | ------ | ------ | ------- | ------- | ------ | ------ |
| eenheid                        | aantal | %      | aantal  | %       | aantal | %      |
| inwoners                       | 6697   | 100    | 3250    | 48,5    | 3447   | 51,5   |
| bevolkingsdichtheid (inw./km²) | 25,1   | 25,1   | 12,2    | 12,2    | 12,9   | 12,9   |

In 2002 bedroeg het gemiddelde inkomen per inwoner 1251,33 zł.

## Plaatsen
Białobrzegi, Biernatki, Bór, Chomątowo, Czarnucha, Czerkiesy, Gabowe Grądy, Gliniski, Góry, Grabowo, Grabowo-Kolonie, Jabłońskie, Janówka, Jeziorki, Kolnica, Komaszówka, Mazurki, Mikołajówek, Naddawki, Netta Druga, Netta-Folwark, Netta Pierwsza, Nowe Rudki, Obuchowizna, Osowy Grąd, Ponizie, Posielanie, Promiski, Pruska Mała, Pruska Wielka, Rzepiski, Stare Rudki, Stuczanka, Studzieniczna, Świderek, Topiłówka, Turówka, Twardy Róg, Uścianki, Zielone, Żarnowo Drugie, Żarnowo Pierwsze, Żarnowo Trzecie.

## Aangrenzende gemeenten
Bargłów Kościelny, Kalinowo, Nowinka, Płaska, Raczki, Sztabin,